# Свороб, Николай Константинович
Николай Константинович Сво́роб (бел. Мікалай Канстанцінавіч Свораб) — белорусский военный деятель, заместитель председателя Комитета государственной безопасности Республики Беларусь (2002—2007).

## Биография
С 20 января 1999 года по 31 октября 2002 года работал начальником управления КГБ Республики Беларусь по Гродненской области.
С 31 октября 2002 года — по 20 января 2005 года работал заместителем Председателя КГБ Республики Беларусь. С 20 января 2005 года по 1 октября 2007 года работал заместителем Председателя КГБ Республики Беларусь — начальником главного управления экономической безопасности и борьбы с коррупцией КГБ Республики Беларусь. Входил в состав Комиссии по чрезвычайным ситуациям при Совете Министров Республики Беларусь, Межведомственной комиссии по вопросам судебно-экспертной деятельности при Совете Безопасности Республики Беларусь.
В 2011 году, после проведения президентских выборов в Белоруссии 2010 года, которые Европейским союзом были признаны недемократическими, а также силового разгона акции протеста в Минске 19 декабря 2010 года, был включен в список белорусских государственных деятелей и чиновников, на которых ЕС были наложены санкции.